# Ivo Zupan
Ivo Zupan, slovenski smučarski skakalec, * 1. avgust 1956, Jesenice.
Zupan je za Jugoslavijo nastopil na Zimskih olimpijskih igrah 1976 v Innsbrucku, kjer je na srednji skakalnici osvojil 46. mesto, na veliki pa 54. Najboljšo uvrstitev v svetovnem pokalu je dosegel 26. januarja 1980, ko je bil na tekmi v Zakopanah deseti.